# Enter d'Eisenstein

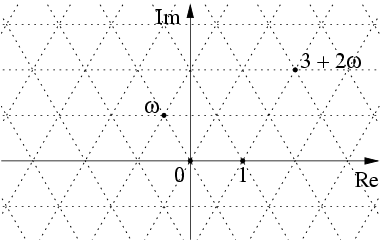
Els enters d'Eisenstein són els punts d'intersecció d'un enreixat triangular en el pla complex

En matemàtiques, els enters d'Eisenstein, anomenats així en honor del matemàtic Ferdinand Eisenstein, són nombres complexos de la forma
{\displaystyle z=a+b\,\omega }
on a i b són enters i
{\displaystyle \omega ={\frac {1}{2}}(-1+i{\sqrt {3}})=e^{2\pi i/3}}
és una arrel cúbica de la unitat complexa. Els enters d'Eisenstein formen un enreixat triangular en el pla complex. Contrasten amb els enters de Gauss que formen un enreixat quadrat en el pla complex. Corresponen a un exemple d'enters quadràtics que, com totes les clausures íntegres d'una extensió finita dels nombres racionals forma un anell de Dedekind.
Els enters d'Eisenstein s'utilitzen en aritmètica modular per a la resolució d'equacions diofàntiques, per exemple en les demostracions de l'últim teorema de Fermat en el cas on l'exponent és igual a 3. L'equació x² + 3.y² que es tracta a l'article Teorema dels dos quadrats de Fermat també té un mètode de resolució utilitzant aquests enters.

## Propietats
Els enters d'Eisenstein formen un anell commutatiu d'enters algebraics en el cos de nombres algebraics {\displaystyle \mathbb {Q} {\sqrt {-3}}\,}. També formen un anell euclidià.
Per veure que els enters d'Eisenstein són enters algebraics, fixeu-vos que cada {\displaystyle z=a+b\,\omega \,} és una arrel del monomi
{\displaystyle z^{2}-(2a-b)z+(a^{2}-ab+b^{2})\,}.
En particular, {\displaystyle \omega \,} satisfà l'equació
{\displaystyle \omega ^{2}+\omega +1=0\,}.
El grup de les unitats a l'anell d'Eisenstein és el grup cíclic format per les sis arrels de la unitat en el pla complex. Més precisament, són les següents :
{{\displaystyle \pm \,1\,}, {\displaystyle \pm \,\omega \,}, {\displaystyle \pm \,\omega ^{2}\,}}
Que són simplement els enters d'Eisenstein amb mòdul igual a 1.

## Nombres primers d'Eisenstein
Si x i y són enters d'Eisenstein, es diu que x divideix y si existeix un cert enter d'Eisenstein z tal que
{\displaystyle y=zx\,}.
Això estén la noció de divisibilitat dels enters ordinaris. Per tant, també es pot estendre la noció de nombre primer. Un enter d'Eisenstein no unitari x s'anomena nombre primer d'Eisenstein si els seus únics divisors són de la forma ux i u on u és una de les sis unitats.
Es pot demostrar que un nombre primer ordinari que sigui 3 o congruent amb 1 mòdul 3 és de la forma {\displaystyle x^{2}-xy+y^{2}\,} per a certs enters x,y i, per tant, pot ser factoritzat en {\displaystyle (x+\omega y)(x+\omega ^{2}y)\,}, a causa d'això, no és primer en els enters d'Eisenstein. Els nombres primers ordinaris congruents amb 2 mòdul 3 no poden pas ser factoritzats d'aquesta manera i, per tant, també són primers en els enters d'Eisenstein. Un nombre de la forma {\displaystyle x^{2}-xy+y^{2}\,} és un nombre primer racional si i només si {\displaystyle x+\omega \,y\,} és un nombre primer d'Eisenstein.

## Anell euclidià
L'anell dels enters d'Eisenstein forma un anell euclidià de norma v igual a
{\displaystyle v(a+\omega b)=a^{2}-ab+b^{2}\,}
Això es pot deduir incloent els enters d'Eisenstein dins dels nombres complexos. Ja que
{\displaystyle v(a+ib)=a^{2}+b^{2}\,}
I com que
{\displaystyle a+\omega b=\left(a-{1 \over 2}b\right)+i{{\sqrt {3}} \over 2}b}
Resulta que
{\displaystyle v(a+\omega b)=\left(a-{1 \over 2}b\right)^{2}+{3 \over 4}b^{2}}
{\displaystyle =a^{2}-ab+{1 \over 4}b^{2}+{3 \over 4}b^{2}=a^{2}-ab+b^{2}}.